# Chaskovo (oblast)
Chaskovo (Bulgaars: Област Хасково, Turks: Hasköy) is een oblast in het zuiden van Bulgarije. De hoofdstad is het gelijknamige Chaskovo en de oblast heeft 228.141 inwoners (2018).

## Bevolking
Op 31 december 2018 telde de oblast Chaskovo zo’n 228.141 inwoners. Net als elders in Bulgarije daalt het bevolkingsaantal in Chaskovo in een rap tempo, vooral op het platteland.
| gemeente Chaskovo       | 62.772 | 71.527 | 88.289 | 101.861 | 111.223 | 102.001 | 99.181 | 94.156 | 86.611 |
| gemeente Dimitrovgrad   | 45.555 | 71.660 | 76.168 | 75.494  | 78.841  | 72.818  | 64.852 | 53.557 | 47.287 |
| gemeente Charmanli      | 34.322 | 35 587 | 34.288 | 33.991  | 33.046  | 31.029  | 27.547 | 24.947 | 26.007 |
| gemeente Svilengrad     | 32.169 | 32.397 | 30.557 | 26.996  | 27.159  | 26.704  | 25.375 | 23.004 | 21.613 |
| gemeente Topolovgrad    | 31.380 | 32.238 | 28.020 | 23.910  | 21.145  | 19.075  | 15.414 | 11.681 | 9.801  |
| gemeente Ljoebimets     | 16.033 | 17.351 | 16.145 | 14.237  | 13.471  | 12.604  | 11.536 | 10.214 | 9.217  |
| gemeente Simeonovgrad   | 14.593 | 13.949 | 14.476 | 13.921  | 12.868  | 11.949  | 10.638 | 8.755  | 8.795  |
| gemeente Mineralni Bani | 10.226 | 9.732  | 8.289  | 8.350   | 7.984   | 7.583   | 6.838  | 5.899  | 6.092  |
| gemeente Ivaïlovgrad    | 18.538 | 18.396 | 15.728 | 13.193  | 12.271  | 10.555  | 8.107  | 6.426  | 5.692  |
| gemeente Stambolovo     | 11.616 | 11.630 | 11.739 | 12.513  | 11.957  | 7.662   | 5.833  | 5.934  | 5.755  |
| gemeente Madzjarovo     | 6.415  | 6.817  | 8.045  | 5.666   | 5.116   | 4.078   | 2.157  | 1.665  | 2.025  |

De oblast Chaskovo telt 261 nederzettingen: 10 steden en 251 dorpen. De grootste stad is Chaskovo met 70.406 inwoners, gevolgd door de steden Dimitrovgrad met 33.899 inwoners, Charmanli met 19.734 en Svilengrad met 17.358 inwoners. 

#### Etniciteit
Bulgaren vormen de meerderheid van de bevolking, namelijk 79,4% van de totale bevolking. De gemeenten Dimitrovgrad (90,8%) en Topolovgrad (90,3%) hebben het hoogste percentage etnische Bulgaren. Bulgaren vormen de meerderheid in acht van de tien gemeenten.
De Bulgaarse Turken vormen met 12,5% de grootste minderheid in de oblast. Zij wonen relatief gezien vooral in de gemeenten Stambolovo, Mineralni Bani en Madzjarovo. Absoluut gezien wonen de meeste Turken in de gemeente en stad Chaskovo, namelijk zo’n 16.890 personen met een Turkse achtergrond. 
De Roma vormen 7,0% van de bevolking. De grootste concentratie van  Roma is te vinden in de gemeenten Simeonovgrad (19,0%) en Ljoebimets (16,0%).
| Etnische groep          | Bulgaren     | Turken       | Roma         | Overig      |
| oblast Chaskovo         | 79,4 procent | 12,5 procent | 7,0 procent  | 1,1 procent |
| ----------------------- | ------------ | ------------ | ------------ | ----------- |
| gemeente Chaskovo       | 74,3 procent | 19,6 procent | 4,5 procent  | 1,6 procent |
| gemeente Dimitrovgrad   | 90,8 procent | 1,6 procent  | 6,7 procent  | 0,9 procent |
| gemeente Charmanli      | 79,6 procent | 10,3 procent | 9,3 procent  | 0,8 procent |
| gemeente Svilengrad     | 89,9 procent | 1,5 procent  | 8,0 procent  | 0,6 procent |
| gemeente Topolovgrad    | 90,3 procent | 0,2 procent  | 8,8 procent  | 0,7 procent |
| gemeente Ljoebimets     | 82,2 procent | 1,2 procent  | 16,0 procent | 0,6 procent |
| gemeente Simeonovgrad   | 79,5 procent | 0,7 procent  | 19,0 procent | 0,8 procent |
| gemeente Mineralni Bani | 41,5 procent | 54,4 procent | 3,5 procent  | 0,6 procent |
| gemeente Ivaïlovgrad    | 88,3 procent | 7,7 procent  | 1,0 procent  | 3,0 procent |
| gemeente Stambolovo     | 23,0 procent | 68,5 procent | 8,2 procent  | 0,3 procent |
| gemeente Madzjarovo     | 62,2 procent | 35,5 procent | 1,6 procent  | 0,7 procent |

#### Religie
In de volkstelling van 2011 gaven 196.214 van de 246.238 inwoners van oblast Chaskovo antwoord op de optionele vraag tot welke religieuze gemeenschap zij behoorden. Van deze 196.214 mensen verklaarden 152.392 (77,7%) aanhanger te zijn van de Bulgaars-Orthodoxe Kerk en 23.314 mensen waren islamitisch (11,9%). De moslims vormen een meerderheid van de bevolking in de gemeente Stambolovo (71,4%) en in de gemeente Mineralni Bani (52,7%). In de overige acht gemeenten vormen christenen de meerderheid van de bevolking.

#### Leeftijdsstructuur
Op 31 december 2018 is ongeveer 22,6% van de bevolking 65 jaar of ouder. De oblast is hiermee iets ouder vergeleken met de rest van Bulgarije (namelijk 21,3%). 
| Leeftijdsopbouw van oblast Haskovo                                           | Leeftijdsopbouw van oblast Haskovo | Leeftijdsopbouw van oblast Haskovo | Leeftijdsopbouw van oblast Haskovo | Leeftijdsopbouw van oblast Haskovo | Leeftijdsopbouw van oblast Haskovo | Leeftijdsopbouw van oblast Haskovo | Leeftijdsopbouw van oblast Haskovo | Leeftijdsopbouw van oblast Haskovo | Leeftijdsopbouw van oblast Haskovo | Leeftijdsopbouw van oblast Haskovo | Leeftijdsopbouw van oblast Haskovo | Leeftijdsopbouw van oblast Haskovo | Leeftijdsopbouw van oblast Haskovo | Leeftijdsopbouw van oblast Haskovo | Leeftijdsopbouw van oblast Haskovo | Leeftijdsopbouw van oblast Haskovo | Leeftijdsopbouw van oblast Haskovo | Leeftijdsopbouw van oblast Haskovo |
| ---------------------------------------------------------------------------- | ---------------------------------- | ---------------------------------- | ---------------------------------- | ---------------------------------- | ---------------------------------- | ---------------------------------- | ---------------------------------- | ---------------------------------- | ---------------------------------- | ---------------------------------- | ---------------------------------- | ---------------------------------- | ---------------------------------- | ---------------------------------- | ---------------------------------- | ---------------------------------- | ---------------------------------- | ---------------------------------- |
| Leeftijdscategorie                                                           | Totaal                             | 0 – 9                              | 10 - 19                            | 20 - 29                            | 30 - 39                            | 40 - 49                            | 50 - 59                            | 60 - 69                            | 70 - 79                            | 80+                                |                                    |                                    |                                    |                                    |                                    |                                    |                                    |                                    |
| Absolute aantal in 2016                                                      | 233.415                            | 22.289                             | 21.134                             | 23.172                             | 31.055                             | 33.730                             | 33.304                             | 33.560                             | 22.070                             | 13.010                             |                                    |                                    |                                    |                                    |                                    |                                    |                                    |                                    |
| Absolute aantal in 2002                                                      | 272.448                            | 23.066                             | 34.797                             | 35.883                             | 35.247                             | 39.249                             | 36.333                             | 32.285                             | 27.515                             | 8.073                              |                                    |                                    |                                    |                                    |                                    |                                    |                                    |                                    |
| Aandeel van de drie grootste bevolkingsgroepen per leeftijdscategorie (2011) |                                    |                                    |                                    |                                    |                                    |                                    |                                    |                                    |                                    |                                    |                                    |                                    |                                    |                                    |                                    |                                    |                                    |                                    |
| Bulgaren (%)                                                                 | 79,4                               | 62,7                               | 69,2                               | 71,2                               | 76,9                               | 79,2                               | 83,6                               | 87,4                               | 91,4                               | 94,3                               |                                    |                                    |                                    |                                    |                                    |                                    |                                    |                                    |
| Turken (%)                                                                   | 12,5                               | 16,5                               | 16,5                               | 16,8                               | 14,8                               | 13,7                               | 10,9                               | 9,0                                | 6,7                                | 4,6                                |                                    |                                    |                                    |                                    |                                    |                                    |                                    |                                    |
| Roma (%)                                                                     | 7,0                                | 16,7                               | 13,4                               | 11,1                               | 7,5                                | 6,1                                | 4,4                                | 2,8                                | 1,4                                | 0,6                                |                                    |                                    |                                    |                                    |                                    |                                    |                                    |                                    |

Het aantal etnisch Bulgaarse kinderen (kinderen jonger dan tien jaar oud) is bijna even veel als het aantal Bulgaarse tachtigplussers. In de Turkse gemeenschap zijn er zes keer zoveel kinderen als tachtigplussers. In de gemeenschap van de Roma leven er bijna vijftig keer meer kinderen dan tachtigplussers. Dit betekent dat de etnische Bulgaren in oblast Chaskovo een relatief laag geboortecijfer hebben, maar daarentegen wel een hoge levensverwachting. De Roma/zigeuners hebben een extreem hoog geboortecijfer, maar een vrij lage levensverwachting. De etnische Turken nemen een tussenpositie in.

## Gemeenten
| - Chaskovo - Dimitrovgrad - Ivaïlovgrad - Charmanli - Ljoebimets - Madzjarovo |  | - Mineralni Bani - Simeonovgrad - Stambolovo - Svilengrad - Topolovgrad |

Blagoevgrad · Boergas · Chaskovo · Dobritsj · Gabrovo · Jambol · Kjoestendil · Kardzjali · Lovetsj · Montana · Pazardzjik · Pernik · Pleven · Plovdiv · Razgrad · Roese · Silistra · Oblast Sofia · Sofia-Hoofdstad · Sjoemen · Sliven · Smoljan · Stara Zagora · Targovisjte · Varna · Veliko Tarnovo · Vidin · Vratsa